# L'Aigle de guerre
L'Aigle de guerre (ナポレオン, Napoleon, en version originale japonaise) est un jeu vidéo de stratégie en temps réel développé par Genki et édité par Nintendo, sorti en 2001 sur Game Boy Advance. Il était disponible au lancement de la console au Japon. Il est sorti en Europe mais est inédit aux États-Unis. Il s'inspire de la vie et des campagnes militaires de Napoléon Ier, sans se soucier de la vérité historique.

## Système de jeu
Dans ce jeu de stratégie à temps réel, le joueur dirige Napoléon Ier à cheval. Il s’agit d’aller au près des unités pour les sélectionner.
Les unités peuvent être des créatures fantastiques ou des soldats inspirés de l’armée de l’empire. La plupart des généraux sont des personnages historiques. Parmi les figures historiques, on rencontre ainsi Louis Nicolas Davout, Jean Lannes, Arthur Wellesley de Wellington, Marie Tussaud, Joachim Murat, Horatio Nelson, Pierre Augereau, Jean-François Champollion, Jeanne d'Arc, Nostradamus, Alexandre le Grand.    